# Матей Томек
Матей Томек (словац. Matej Tomek; 24 травня 1997, м. Братислава, Словаччина) — словацький хокеїст, воротар. Виступає за Університет Північної Дакоти у чемпіонаті NCAA.
Виступав за «Топека РоудРаннерс» (NAHL).
У складі юніорської збірної Словаччини учасник чемпіонату світу 2014.